# Австралопитеци
Австралопитеците (Australopithecus) (на латински: australis – южен и на старогръцки: πίθηκος – маймуна) са род човекоподобни, които се приемат за първите представители на рода. Предполага се, че родът е възникнал преди 5 – 3 милиона години. Останки от австралопитеки са открити на места в Южна Африка, Кения, Етиопия, Танзания. Неговият ръст достигал до 120 – 170 cm. Обемът на черепа му е от 450 – 700 cm³. Частта от черепа му, която е разположена над очните кухини, е по-голяма в сравнение с горилата, шимпанзето и орангутана. Мозъкът му е бил около 35% от големината на мозъка на съвременния човек. Устройството на долната челюст и на зъбите са сходни с тази на следващите хуманоиди. Устройството на долните крайници и таза показват, че австралопитекът е ходел на два крака. Живеел е на групи, изхранвал се е с лов и събирачество. Храната му се е състояла от плодове, семена и сурово месо. Използвал е примитивни сечива като остри камъни, рога и зъби от животни.
През 1978 г. са открити първите фосили на австралопитек, те са от женски род и са наречени от своите откриватели Люси, на името на популярна песен на Бийтълс. Откритието променя изцяло идеята ни за начина, по който първите хоминиди са възприемали околния свят.

## Видове
- †Australopithecus africanus
- †Australopithecus garhi
- †Australopithecus sediba
- †Paranthropus aethiopicus
- †Paranthropus robustus
- †Paranthropus boisei
- †Australopithecus afarensis
- †Australopithecus anamensis
- †Australopithecus bahrelghazali